# نورث کریک
نورث کریک (به انگلیسی: North Creake) یک روستا و محله مدنی در بریتانیا است که در King's Lynn and West Norfolk واقع شده‌است. نورث کریک ۱۴٫۹۹ کیلومتر مربع مساحت و ۳۸۶ نفر جمعیت دارد.